# Lubliner Lift
Lubliner Lift / Lubelska Winda ist eine zweisprachige Lyrikanthologie, die eine Gruppe deutscher und polnischer Autoren repräsentiert.

## Entstehung
Die Anthologie versammelt eine Gruppe deutscher und polnischer Lyriker und ist das Ergebnis des deutsch-polnischen Lyrikfestivals „wortlust“ 1995 in Leipzig und 1997 in Lublin, bei dem sich die teilnehmenden Autoren gegenseitig übersetzten. Angeregt von Erich Loests „Polenplan“ wurde das Festival vom VS Sachsen durchgeführt. Daraus folgten weitere deutsch-polnische Begegnungen mit wechselnden Organisatoren und Trägervereinen.

## Herausgabe
Herausgegeben wurde die Anthologie 1999 von Dieter Kalka im Verlag DIE SCHEUNE Dresden und Wydawnictwo TEST Lublin, Vorwort von Erich Loest, Redaktion Norbert Weiß und Jakub Malukow Danecki, Umschlagfoto Edith Tar, Korrektur und div. Übersetzungen Agnieszka Haupe.

## Vorabdruck und Tonträger
Als Vorabdruck wurden die übersetzten Texte der deutschen Autoren bereits 1995 im literarischen Quartalsheft „Akcent“/Lublin publiziert.
Im Jahr 2000 erschien nachträglich eine gleichnamige CD mit O-Tönen der Autoren, aufgenommen während der Lesungen, zusammengestellt von Radjo Monk. Die CD wurde von der Kulturstiftung Sachsen finanziert.

## Autoren der Anthologie
Autoren: Krzysztof Koehler, Anna Janko, Undine Materni, Dominik Opolski, Bohdan Zadura, Andreas Reimann, Norbert Weiß, Ewa Mazur, Zbigniew Dmitroca, Wacław Oszajca, Marek Wojdyło, Tom Pohlmann, Jakub Malukow Danecki, Katarzyna Nalepa, Andrzej Szuba, Benedikt Dyrlich, Róža Domašcyna, Krzysztof Paczuski, Lutz Nitzsche-Kornel, Radjo Monk, Henryk Bereska (als Übersetzer), Erich Loest (Vorwort) und Dieter Kalka (Herausgeber), Umschlagfoto Edith Tar.

## Teilnehmer des Festivals in Lublin
Weitere Teilnehmer des Festivals in Lublin waren Prof. Gabriela Matuszek (Vorsitzende des Krakauer Schriftstellerverbandes), Jolanta Pytel (Grünberg), Agnieszka Haupe (Zielona Góra/Leipzig), Andrzej Pańta (Piekary Sl), Utz Rachowski (Reichenbach), Siegfried Heinrichs (Oberbaum-Verlag, Berlin), Marek Śnieciński (Breslau), Alekzander Rozenfeld (Warschau), Maciej Cisło (Danzig), Ludmiła Marjańska (Präsidentin des polnischen Schriftstellerverbandes, Warschau), Sigrid und Hans Häußler („Kapitän“ des deutsch-polnischen Poetendampfers, Berlin), Edith Tar (Fotografikerin, Leipzig), Dr. Rüdiger Frey (Organisation, Deutsche Gesellschaft e.V.), Herbert Ulrich und Isa Golec (Übersetzer, Lublin), Dr. Bogusław Wróblewski, Urszula Gierszon und Waldemar Michalski von Akcent/Lublin.

## Folgeprojekte und Zusammenarbeit
- Breslauer und Bad Muskauer Orfeus/Orfeusz-Projekt[11]
- mit der Unabhängigen Schriftsteller Assoziation Dresden
- mit dem „Stowarzyszenie Jeszcze Żywych Poetów/Verein der noch lebenden Poeten“[12] in Zielona Góra
- mit dem Lubliner teatr NN/Theater NN als Austragungsort des Festivals in Lublin und der Lubliner Literaturzeitschrift Akcent als Mitorganisator
- mit dem deutsch-polnischen Poetendampfer
- mit dem Krakauer Schriftstellerverband
- mit dem Literaturfestival „Ostry nawrót dekadenjii“[13] (Poznań)
- mit der Oświęcimer Künstlergruppe um Halina Koziol[14] und Remigiusz Dulko[15]
- mit der Freien Literaturgesellschaft Leipzig e. V. – Einladung polnischer Lyriker zum sächsischen Literaturfrühling
- mit dem Leipziger Literarischen Herbst – Einladung polnischer Lyriker

## Publikationen
Viele der übersetzten Texte wurden in Zeitschriften publiziert bzw. als Einzelband herausgebracht.

### Zeitschriften
- Ostragehege (Dresden)
- Zeitschrift „Czas Kultury“ (Poznań)
- Akcent (Lublin)
- Muschelhaufen

### Bücher
- Anna Janko im Oberbaum-Verlag Berlin[16]
- Dieter Kalka bei „Obserwator“; Prosa, Poznań[17]
- Marek Śnieciński im Literaturverlag Leipzig, Prosa[18]
- Radjo Monk, Ausgewählte Gedichte, zweisprachig[19]